# Sergio Pérez
Sergio „Checo” Pérez Mendoza (ur. 26 stycznia 1990 w Guadalajarze) – meksykański kierowca wyścigowy, startujący w mistrzostwach świata Formuły 1 od sezonu 2011. Od sezonu 2021 kierowca zespołu Oracle Red Bull Racing, wicemistrz świata Formuły 1 w sezonie 2023, II wicemistrz Formuły 1 w sezonie 2022, mistrz Brytyjskiej Formuły 3 (2007) oraz wicemistrz Serii GP2 (2010).

## Życiorys

### Początki kariery
Pierwszy kontakt Pérez z wyścigami zaznał w Stanach Zjednoczonych, w Formule Dodge Barber, w roku 2004. W następnym sezonie przeniósł się do Europy, gdzie zadebiutował w niemieckiej Formule BMW. W zespole Keke Rosberga, rywalizację zakończył na 14. miejscu. W roku 2006 kontynuował starty w tej serii, jednakże w bardziej konkurencyjnym ADAC Berlin-Brandenburg. Dzięki temu zajął zdecydowanie wyższą 6. lokatę w końcowej klasyfikacji. W przerwie zimowej wziął udział w dwóch wyścigach prestiżowej serii A1 Grand Prix, w narodowych barwach Meksyku. Nie zdobył jednak żadnych punktów.
W latach 2007–2008 brał udział w Brytyjskiej Formule 3, w ekipie T-Sport. W pierwszym sezonie startów zdominował rywalizację w klasie narodowej, zwyciężając w 14 z 21 wyścigów. W drugim ścigał się już w głównym cyklu. Przez cały rok prezentował dobry poziom, ostatecznie zajmując 4. pozycję, z dorobkiem czterech wygranych.

### Seria GP2
Dobre wyniki oraz duży budżet zagwarantowały mu posadę w hiszpańskim zespole Campos Grand Prix, na starty w azjatyckiej serii GP2, odbywającej się w przerwie zimowej. Meksykanin ponownie okazał się jednym z czołowych kierowców, należąc do grona zwycięzców dwóch wyścigów. Najlepiej spisał się podczas nocnej rundy w Katarze, gdzie zajął odpowiednio drugie i pierwsze miejsce, uzyskując przy tym najlepszy czas okrążenia w sprincie. Ostatecznie zajął 7. lokatę z dorobkiem solidnych 26 punktów.
W głównej edycji ścigał się w holenderskim Arden International za sprawą firmy telekomunikacyjnej Telmex. Pomimo kiepskiego początku, w dalszej części sezonu spisywał się coraz lepiej, będąc ostatecznie lepszym od zespołowego partnera, Włocha Edoardo Mortary. Najlepiej wypadł podczas rundy na torze w Walencji, gdzie zajął odpowiednio drugie i trzecie miejsce. Dodatkowo wykręcił najszybsze okrążenie w sprincie w Belgii. Dorobek 22 punktów zagwarantował mu 12. lokatę w końcowej klasyfikacji.
W roku 2010 przeniósł się do bardziej konkurencyjnego zespołu Barwa Addax Team, gdzie partnerował mu Holender Giedo van der Garde. W celu aklimatyzacji w hiszpańskim zespole, Pérez wystąpił w dwóch rundach azjatyckiej serii GP2. W ciągu czterech wyścigów Pérez dwukrotnie dojechał do mety na punktowanej pozycji, zajmując ostatecznie 15. pozycję w końcowej klasyfikacji. W europejskim cyklu Meksykanin okazał się jednym z czołowych kierowców, walcząc o tytuł mistrzowski, do przedostatniej rundy we Włoszech. Ostatecznie siedmiokrotnie stanął na podium, z czego czterokrotnie na najwyższym stopniu (poza tym raz zdobył pole position i pięciokrotnie odnotował najlepszy czas w wyścigu), a w klasyfikacji generalnej zajął 2. miejsce.

### Formuła 1

#### 2011–2012: Sauber

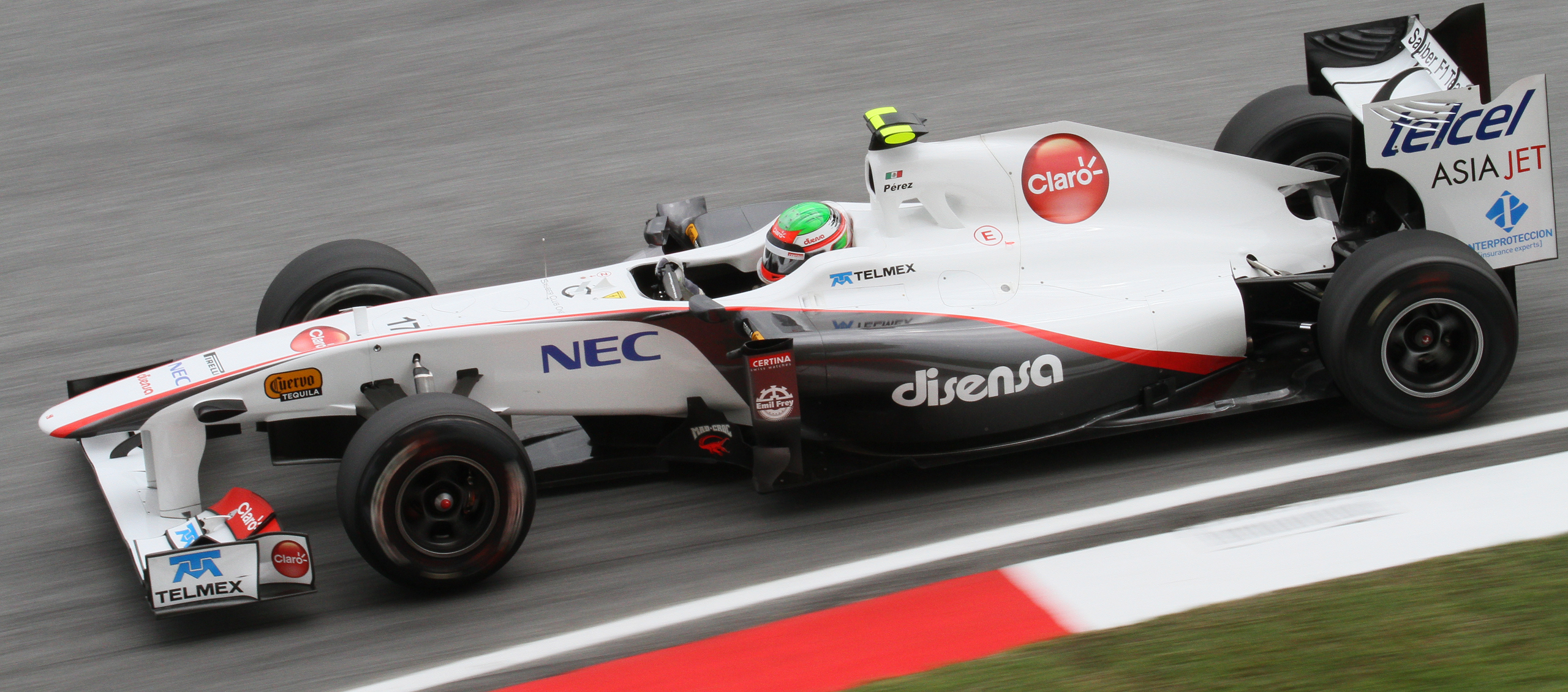
Sergio Pérez podczas Grand Prix Malezji w bolidzie Sauber C30 (2011)

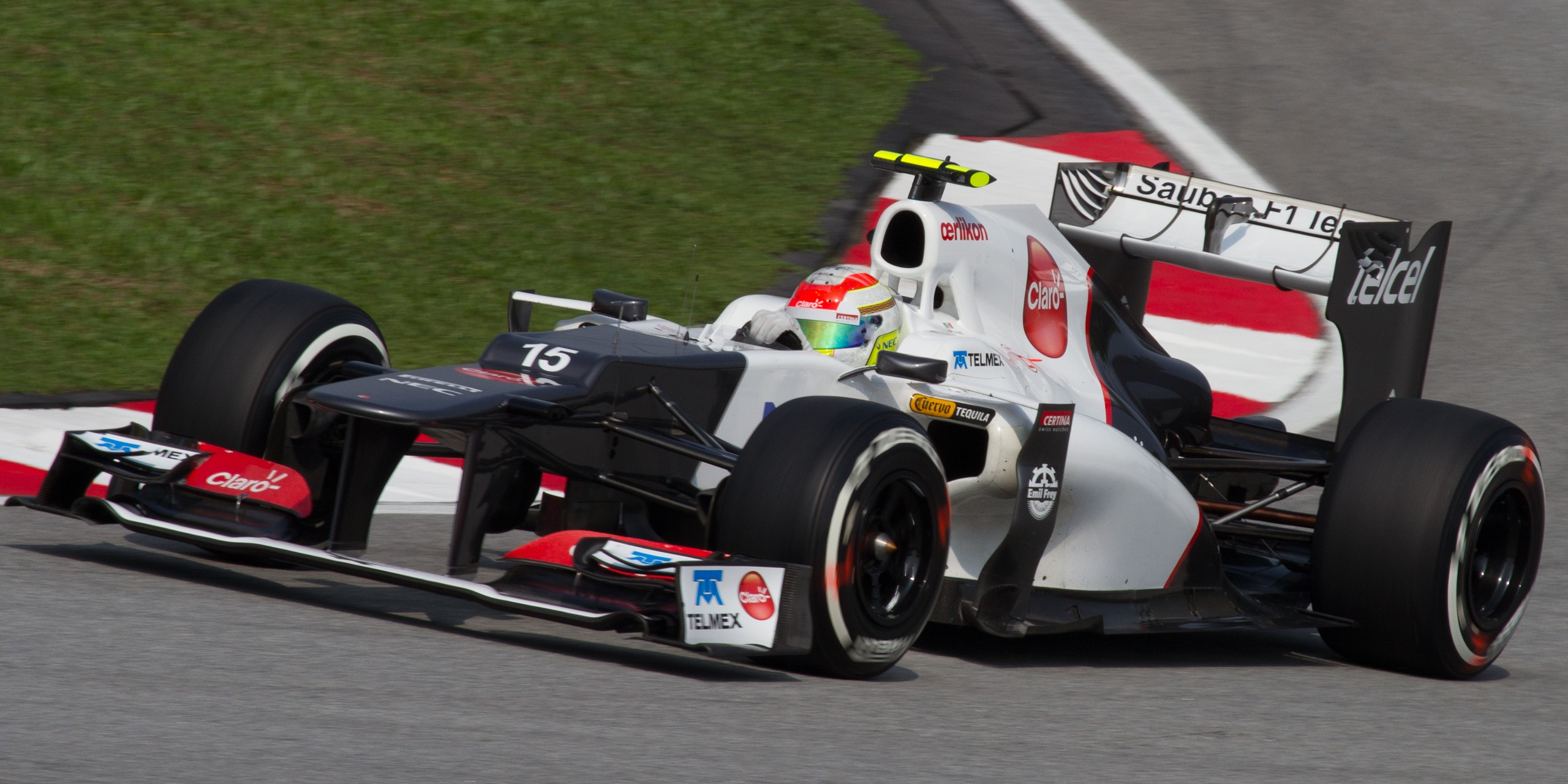
Sergio Pérez podczas Grand Prix Malezji w bolidzie Sauber C31 (2012)

4 października 2010 roku został potwierdzony jako drugi kierowca zespołu Sauber na sezon 2011. Jego partnerem został Kamui Kobayashi.
27 marca 2011, do wyścigu Grand Prix Australii inaugurującym sezon 2011 startował z 13 miejsca, które uzyskał poprzedniego dnia w kwalifikacjach. Po zakończeniu wyścigu sędziowie podjęli decyzję o dyskwalifikacji Péreza. Powodem był negatywny wynik kontroli technicznej bolidu po wyścigu.
Do wyścigu o Grand Prix Malezji rozegranym 10 kwietnia, startował z 16 miejsca startowego. Na 23 okrążeniu najechał na leżące na torze fragment innego bolidu, w wyniku czego zawodnik nie ukończył wyścigu.
28 maja 2011 roku miał groźnie wyglądający wypadek w trzeciej części sesji kwalifikacyjnej do Grand Prix Monako. Tuż po wyjściu z tunelu zbyt szeroko wyjechał do lewej strony, następnie chcąc wrócić na bardziej przyczepną część toru nie zdążył wyhamować i uderzył w boczną bandę po prawej stronie w wyniku czego uszkodzona została prawa część bolidu – m.in. urwane zostało przednie prawe koło. Następnie stracił kontrolę nad bolidem i ponownie uderzył w bandę tym razem tą oddzielającą tor od jednego z dwóch wyjazdów z niego. Kierowca wiedząc, że nie zdoła opanować bolidu, położył ręce na głowie, aby w ten sposób się uchronić przed uszkodzeniami głowy i złamaniem rąk. Pierwsze komunikaty na temat zdrowia kierowcy informowały, że Meksykanin jest przytomny i rozmawia ze służbami medycznymi. Wydarzenie to miało miejsce w 3 części kwalifikacji, do której Meksykanin awansował po raz pierwszy w karierze.
W sezonie 2012 Pérez zajął 2 miejsce w Grand Prix Malezji, a w Grand Prix Kanady był 3. 9 września w Grand Prix Włoch Checo po raz kolejny stanął na podium, ponownie zajmując drugie miejsce.

#### 2013: McLaren
W sezonie 2013 Pérez jeździł w barwach McLarena. Jednak tylko w jedenastu wyścigach zdołał zdobyć punkty, a nigdy nie stanął na podium. Uzbierane 49 punktów dało mu jedenaste miejsce w klasyfikacji generalnej. Na kolejny sezon McLaren nie zdecydował się przedłużyć kontraktu z Meksykaninem. W związku z tym podpisał on kontrakt z ekipą Force India.

#### 2014-2020: Force India/Racing Point

##### 2014

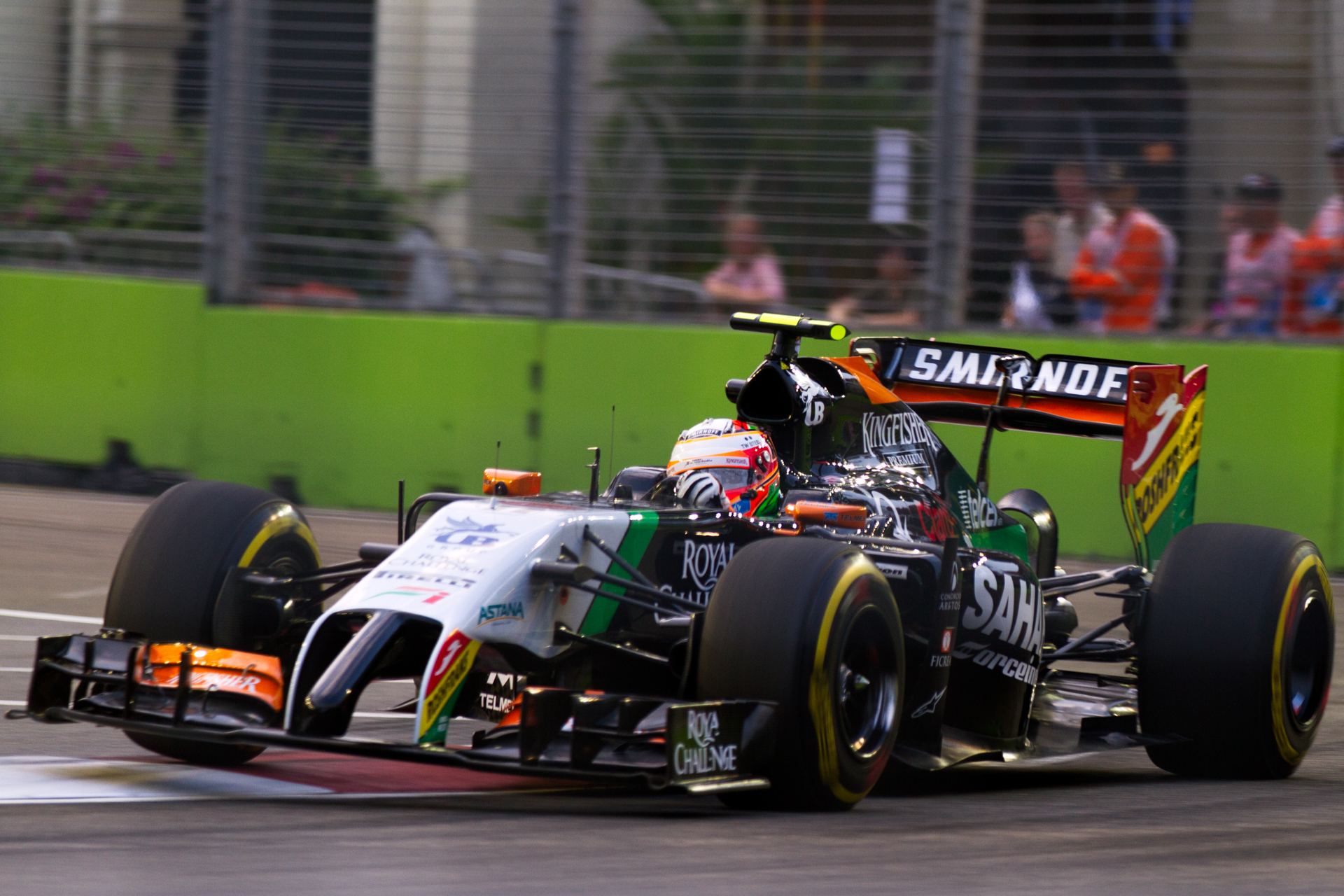
Sergio Pérez podczas Grand Prix Singapuru w bolidzie Force India VJM07 (2014)

W Force India liczono na powrót Meksykanina do formy sprzed dwóch lat. W pierwszej części sezonu Pérez otrzymał w miarę konkurencyjny bolid, który pozwalał na regularne zdobywanie punktów. Po nieudanym wyścigu w Malezji, gdzie z powodu awarii skrzyni biegów Meksykanin musiał opuścić start, w Bahrajnie Pérez stanął na trzecim stopniu podium, przegrywając jedynie z duetem Mercedesa. Drugie w historii podium dla Force India w początkowej fazie sezonu przyniosło nadzieję na dobre wyniki w dalszej części sezonu. Jednak Pérez regularnie przegrywał z partnerem zespołowym Nico Hülkenbergiem. W Grand Prix Austrii zdobył osiem punktów za szóste miejsce, lecz do końca jego wyniki nie uległy poprawie. Z dorobkiem 59 punktów został sklasyfikowany na dziesiątej pozycji w końcowej klasyfikacji kierowców.

##### 2015
Sezon 2015 rozpoczął zajęciem 10 miejsca w Australii. Kolejno wyścig w Malezji zakończył na 13 pozycji, Chiny na 11 i w Bahrajnie był ósmy. Wyścig w Belgii zakończył na 5 miejscu, we Włoszech był szósty. Najlepszy występ w sezonie zaliczył w Rosji, gdzie zajął pierwsze i jedyne podium w sezonie 2015 kończąc wyścig na najniższym stopniu podium. Sezon zakończył z dorobkiem 78 punktów wyprzedzając swojego partnera z drużyny o 20 punktów. Force India zajęła 5 miejsce w klasyfikacji konstruktorów w sezonie 2015 przed Lotus Mercedes.

##### 2020
W sezonie 2020 zespół Meksykanina, Racing Point, dostarczył lepszy bolid niż w latach poprzednich, co oznaczało, że w razie błędów dwóch czołowych zespołów (Mercedes i Red Bull Racing) Pérez mógł włączyć się do walki o podium. W wyniku infekcji COVID-19 ominął obydwa wyścigi na domowym torze zespołu Racing Point (Silverstone). W drugiej połowie sezonu regularnie zdobywał wysoko punktowane pozycje, dojeżdżając na 4. pozycji w GP Rosji i GP Eifelu. W następującym po nich GP Portugalii pomimo kolizji z Maxem Verstappenem na pierwszym okrążeniu, która pozbawiła go szans na podium, zdobył 7. pozycję. W GP Emilii Romagnii zajął 6. pozycję po nietrafionej decyzji strategicznej zespołu, który na kilka okrążeń przed końcem ściągnął go z zajmowanej przez niego trzeciej pozycji na zmianę opon. W deszczowych kwalifikacjach do GP Turcji zajął najwyższą w karierze 3. pozycję. W wyścigu dojechał na 2. pozycji ustępując jedynie Lewisowi Hamiltonowi. Szansę na kolejne podium miał w następującym po Turcji GP Bahrajnu, jednak na dwa okrążenia przed końcem jadąc na trzeciej pozycji w wyniku awarii silnika musiał wycofać się z wyścigu. W drugim wyścigu na torze Sakhir zajął pierwsze miejsce. Wygrał on po fatalnym pit stopie Mercedesa, w wyniku którego George Russell i Valtteri Bottas utracili odpowiednio pozycje lidera i wicelidera wyścigu. Był to jedyny przypadek w historii Formuły 1, kiedy kierowca będący na ostatniej pozycji po pierwszym okrążeniu wygrał wyścig (Pérez spadł na nią po kolizji z Charles’em Leclerkiem). Jego kariera w zespole Racing Point zakończyła się kolejną awarią silniką w GP Abu Dhabi. W klasyfikacji kierowców zajął najwyższe w karierze 4. miejsce z dorobkiem 125 punktów.

#### 2021: Red Bull Racing

##### 2021
W wyniku niesatysfakcjonującej dyspozycji Alexa Albona na sezon 2021 Sergio Pérez otrzymał miejsce w zespole Red Bull Racing. Pierwszy raz zespół dostarczył mu samochód, z którym mógł włączyć się do regularnej walki o podium. W GP Emilii-Romagnii zakwalifikował się na najlepszej w swojej karierze drugiej pozycji. Po starcie z 6. pola wygrał GP Azerbejdżanu po rozbiciu się zespołowego kolegi, Maxa Verstappena. W następnym wyścigu o GP Francji zajął 3. pozycję wyprzedzając kierowcę Mercedesa, Valtteriego Bottasa.
2022
W roku 2022 Pérez zajął 3. miejsce w klasyfikacji kierowców osiągając 305 punktów. Na wyższych stopniach podium tego sezonu formuły 1 znaleźli się Charles Leclerc z Scuderia Ferrari i kolega "Checo" z Red Bull Racing Max Verstappen.
2023
W kampanii roku 2023 Pérez został wicemistrzem świata zapewniając sobie ten tytuł już w GP Las Vegas dzięki 273 punktom na koncie przed ostatnim GP i jednocześnie 41 punktom przewagi nad Lewisem Hamiltonem. Dzięki postawie "Checo" i świetnej jeździe Maxa Verstappena Red Bull Racing zapewnił sobie szóste mistrzostwo konstruktorów F1 w Grand Prix Japonii, na sześć wyścigów przed końcem sezonu.
2024
Sezon 2024 był fatalny w jego wykonaniu. Co prawda cztery razy stanął na podium ale po raz pierwszy od sezonu 2019 nie wygrał wyścigu. Sezon zakończył na ósmym miejscu powodując, że Red Bull przegrał mistrzostwo konstruktorów z Mclarenem i Ferrari. Mimo ważnego kontraktu dnia 18 grudnia Red Bull ogłosił zerwanie umowy z Perezem.

## Wyniki
| Legenda oznaczeń w tabelach wyników Wyświetl szablon na nowej stronie | Legenda oznaczeń w tabelach wyników Wyświetl szablon na nowej stronie                                                                     |
| Oznaczenie                                                            | Wyjaśnienie |
| --------------------------------------------------------------------- | --- |
| Złoty                                                                 | Zwycięzca lub mistrzostwo |
| Srebrny                                                               | 2. miejsce lub wicemistrzostwo |
| Brązowy                                                               | 3. miejsce lub II wicemistrzostwo |
| Zielony                                                               | Ukończył, punktował (w klasyfikacji generalnej, gdy zdobył co najmniej jeden punkt na przestrzeni sezonu, poza trzema powyższymi opcjami) |
| Niebieski                                                             | Ukończył, nie punktował (w klasyfikacji generalnej, gdy nie zdobył co najmniej jednego punktu na przestrzeni sezonu)                      |
| Czerwony                                                              | Nie zakwalifikował się (NZ) |
| Czerwony                                                              | Nie prekwalifikował się (NPK) |
| Różowy                                                                | Nie ukończył (NU) |
| Różowy                                                                | Niesklasyfikowany (NS) (w klasyfikacji generalnej, gdy nie został sklasyfikowany w żadnym wyścigu sezonu)                                 |
| Czarny                                                                | Zdyskwalifikowany (DK) |
| Czarny                                                                | Wykluczony (WYK/EX) |
| Biały                                                                 | Nie wystartował (NW) |
| Biały                                                                 | Kontuzjowany (K/INJ) |
| Biały                                                                 | Wyścig odwołany (OD/C) |
| Bez koloru                                                            | Został wycofany (WYC/WD) |
| Bez koloru                                                            | Nie przybył (NP/DNA) |
| Bez koloru                                                            | Nie brał udziału w treningach (NT/DNP) |
| Bez koloru                                                            | Nie został zgłoszony (–) |
| Pogrubienie                                                           | Start z pole position |
| Kursywa                                                               | Najszybsze okrążenie wyścigu |
| †                                                                     | Nie ukończył, ale jego rezultat został zaliczony ze względu na przejechanie więcej niż 90% dystansu wyścigu.                              |
| *                                                                     | Sezon w trakcie |
| 1/2/3                                                                 | Punktowana pozycja w sprincie kwalifikacyjnym                                                                                             |
| Lista systemów punktacji Formuły 1                                    | |

### Azjatycka Seria GP2
| Rok       | Zespół            | Wyniki w poszczególnych eliminacjach | Wyniki w poszczególnych eliminacjach | Wyniki w poszczególnych eliminacjach | Wyniki w poszczególnych eliminacjach | Wyniki w poszczególnych eliminacjach | Wyniki w poszczególnych eliminacjach | Wyniki w poszczególnych eliminacjach | Wyniki w poszczególnych eliminacjach | Wyniki w poszczególnych eliminacjach | Wyniki w poszczególnych eliminacjach | Wyniki w poszczególnych eliminacjach | Wyniki w poszczególnych eliminacjach | Pozycja | Punkty |
| --------- | ----------------- | ------------------------------------ | ------------------------------------ | ------------------------------------ | ------------------------------------ | ------------------------------------ | ------------------------------------ | ------------------------------------ | ------------------------------------ | ------------------------------------ | ------------------------------------ | ------------------------------------ | ------------------------------------ | ------- | ------ |
| 2008/2009 | Campos Grand Prix | CHN FEA NU                           | CHN SPR 7                            | DUB FEA 6                            | DUB SPR -                            | BHR1 FEA 8                           | BHR1 SPR 1                           | QAT FEA 2                            | QAT SPR 1                            | MYS FEA NU                           | MYS SPR 6                            | BHR2 FEA 12                          | BHR2 SPR 9                           | 7       | 26     |
| 2009/2010 | Barwa Addax Team  | ABU1 FEA -                           | ABU1 SPR -                           | ABU2 FEA 12                          | ABU2 SPR 4                           | BHR1 FEA 7                           | BHR1 SPR 17                          | BHR2 FEA -                           | BHR2 SPR -                           |                                      |                                      |                                      |                                      | 15      | 5      |

### Seria GP2
| Rok  | Zespół              | Wyniki w poszczególnych eliminacjach | Wyniki w poszczególnych eliminacjach | Wyniki w poszczególnych eliminacjach | Wyniki w poszczególnych eliminacjach | Wyniki w poszczególnych eliminacjach | Wyniki w poszczególnych eliminacjach | Wyniki w poszczególnych eliminacjach | Wyniki w poszczególnych eliminacjach | Wyniki w poszczególnych eliminacjach | Wyniki w poszczególnych eliminacjach | Wyniki w poszczególnych eliminacjach | Wyniki w poszczególnych eliminacjach | Wyniki w poszczególnych eliminacjach | Wyniki w poszczególnych eliminacjach | Wyniki w poszczególnych eliminacjach | Wyniki w poszczególnych eliminacjach | Wyniki w poszczególnych eliminacjach | Wyniki w poszczególnych eliminacjach | Wyniki w poszczególnych eliminacjach | Wyniki w poszczególnych eliminacjach | Pozycja | Punkty |
| ---- | ------------------- | ------------------------------------ | ------------------------------------ | ------------------------------------ | ------------------------------------ | ------------------------------------ | ------------------------------------ | ------------------------------------ | ------------------------------------ | ------------------------------------ | ------------------------------------ | ------------------------------------ | ------------------------------------ | ------------------------------------ | ------------------------------------ | ------------------------------------ | ------------------------------------ | ------------------------------------ | ------------------------------------ | ------------------------------------ | ------------------------------------ | ------- | ------ |
| 2009 | Arden International | ESP FEA 14                           | ESP SPR 17                           | MON FEA 12                           | MON SPR 9                            | TUR FEA NU                           | TUR SPR 16                           | GBR FEA 4                            | GBR SPR 6                            | GER FEA 8                            | GER SPR 20                           | HUN FEA NU                           | HUN SPR 16                           | VAL FEA 3                            | VAL SPR 2                            | BEL FEA NU                           | BEL SPR 4                            | ITA FEA NU                           | ITA SPR NU                           | POR FEA NU                           | POR SPR 11                           | 12      | 22     |
| 2010 | Barwa Addax Team    | ESP FEA 4                            | ESP SPR NU                           | MON FEA 1                            | MON SPR 6                            | TUR FEA DK                           | TUR SPR 7                            | VAL FEA 11                           | VAL SPR 16                           | GBR FEA 5                            | GBR SPR 1                            | GER FEA 2                            | GER SPR 1                            | HUN FEA 3                            | HUN SPR NU                           | BEL FEA 7                            | BEL SPR 1                            | ITA FEA NU                           | ITA SPR 13                           | ABU FEA 1                            | ABU SPR NU                           | 2       | 71     |

### Formuła 1
| Rok  | Zespół                         | Samochód          | Silnik                         | Wyniki w poszczególnych eliminacjach | Wyniki w poszczególnych eliminacjach | Wyniki w poszczególnych eliminacjach | Wyniki w poszczególnych eliminacjach | Wyniki w poszczególnych eliminacjach | Wyniki w poszczególnych eliminacjach | Wyniki w poszczególnych eliminacjach | Wyniki w poszczególnych eliminacjach | Wyniki w poszczególnych eliminacjach | Wyniki w poszczególnych eliminacjach | Wyniki w poszczególnych eliminacjach | Wyniki w poszczególnych eliminacjach | Wyniki w poszczególnych eliminacjach | Wyniki w poszczególnych eliminacjach | Wyniki w poszczególnych eliminacjach | Wyniki w poszczególnych eliminacjach | Wyniki w poszczególnych eliminacjach | Wyniki w poszczególnych eliminacjach | Wyniki w poszczególnych eliminacjach | Wyniki w poszczególnych eliminacjach | Wyniki w poszczególnych eliminacjach | Wyniki w poszczególnych eliminacjach |       |                              | Pkt. | Msc. |
| ---- | ------------------------------ | ----------------- | ------------------------------ | ------------------------------------ | ------------------------------------ | ------------------------------------ | ------------------------------------ | ------------------------------------ | ------------------------------------ | ------------------------------------ | ------------------------------------ | ------------------------------------ | ------------------------------------ | ------------------------------------ | ------------------------------------ | ------------------------------------ | ------------------------------------ | ------------------------------------ | ------------------------------------ | ------------------------------------ | ------------------------------------ | ------------------------------------ | ------------------------------------ | ------------------------------------ | ------------------------------------ | ----- | ---------------------------- | ---- | ---- |
| 2011 | Sauber F1 Team                 | Sauber C30        | Ferrari 056 2.4 V8             | Australia                            | Malezja                              |                                      | Turcja                               | Hiszpania                            | Monako                               | Kanada                               | Unia Europejska                      | Wielka Brytania                      | Niemcy                               | Węgry                                | Belgia                               | Włochy                               | Singapur                             | Japonia                              | Korea Południowa                     | Indie                                |                                      | Brazylia                             |                                      |                                      |                                      |       |                              | 14   | 16   |
| 2011 | Sauber F1 Team                 | Sauber C30        | Ferrari 056 2.4 V8             | DK                                   | NU                                   | 17                                   | 14                                   | 9                                    | INJ                                  | –                                    | 11                                   | 7                                    | 11                                   | 15                                   | NU                                   | NU                                   | 10                                   | 8                                    | 16                                   | 10                                   | 11                                   | 13                                   |                                      |                                      |                                      |       |                              | 14   | 16   |
| 2012 | Sauber F1 Team                 | Sauber C31        | Ferrari 056 2.4 V8             | Australia                            | Malezja                              |                                      | Bahrajn                              | Hiszpania                            | Monako                               | Kanada                               | Unia Europejska                      | Wielka Brytania                      | Niemcy                               | Węgry                                | Belgia                               | Włochy                               | Singapur                             | Japonia                              | Korea Południowa                     | Indie                                |                                      | Stany Zjednoczone                    | Brazylia                             |                                      |                                      |       |                              | 66   | 10   |
| 2012 | Sauber F1 Team                 | Sauber C31        | Ferrari 056 2.4 V8             | 8                                    | 2                                    | 11                                   | 11                                   | NU                                   | 11                                   | 3                                    | 9                                    | NU                                   | 6                                    | 14                                   | NU                                   | 2                                    | 10                                   | NU                                   | 11                                   | NU                                   | 15                                   | 11                                   | NU                                   |                                      |                                      |       |                              | 66   | 10   |
| 2013 | Vodafone McLaren Mercedes      | McLaren MP4-28    | Mercedes FO 108Z 2.4 V8        | Australia                            | Malezja                              |                                      | Bahrajn                              | Hiszpania                            | Monako                               | Kanada                               | Wielka Brytania                      | Niemcy                               | Węgry                                | Belgia                               | Włochy                               | Singapur                             | Korea Południowa                     | Japonia                              | Indie                                |                                      | Stany Zjednoczone                    | Brazylia                             |                                      |                                      |                                      |       |                              | 49   | 11   |
| 2013 | Vodafone McLaren Mercedes      | McLaren MP4-28    | Mercedes FO 108Z 2.4 V8        | 11                                   | 9                                    | 11                                   | 6                                    | 9                                    | 16†                                  | 11                                   | 20†                                  | 8                                    | 9                                    | 11                                   | 12                                   | 8                                    | 10                                   | 15                                   | 5                                    | 9                                    | 7                                    | 6                                    |                                      |                                      |                                      |       |                              | 49   | 11   |
| 2014 | Sahara Force India             | Force India VJM07 | Mercedes PU106A 1.6 V6T        | Australia                            | Malezja                              | Bahrajn                              |                                      | Hiszpania                            | Monako                               | Kanada                               | Austria                              | Wielka Brytania                      | Niemcy                               | Węgry                                | Belgia                               | Włochy                               | Singapur                             | Japonia                              | Rosja                                | Stany Zjednoczone                    | Brazylia                             |                                      |                                      |                                      |                                      |       |                              | 59   | 10   |
| 2014 | Sahara Force India             | Force India VJM07 | Mercedes PU106A 1.6 V6T        | 10                                   | NW                                   | 3                                    | 9                                    | 9                                    | NU                                   | 11†                                  | 6                                    | 11                                   | 10                                   | NU                                   | 8                                    | 7                                    | 7                                    | 10                                   | 10                                   | NU                                   | 15                                   | 7                                    |                                      |                                      |                                      |       |                              | 59   | 10   |
| 2015 | Sahara Force India             | Force India VJM08 | Mercedes PU106B 1.6 V6T        | Australia                            | Malezja                              |                                      | Bahrajn                              | Hiszpania                            | Monako                               | Kanada                               | Austria                              | Wielka Brytania                      | Węgry                                | Belgia                               | Włochy                               | Singapur                             | Japonia                              | Rosja                                | Stany Zjednoczone                    | Meksyk                               | Brazylia                             |                                      |                                      |                                      |                                      |       |                              | 78   | 9    |
| 2015 | Sahara Force India             | Force India VJM08 | Mercedes PU106B 1.6 V6T        | 10                                   | 13                                   | 11                                   | 8                                    | 13                                   | 7                                    | 11                                   | 9                                    | 9                                    | NU                                   | 5                                    | 6                                    | 7                                    | 12                                   | 3                                    | 5                                    | 8                                    | 12                                   | 5                                    |                                      |                                      |                                      |       |                              | 78   | 9    |
| 2016 | Sahara Force India             | Force India VJM09 | Mercedes PU106C Hybrid 1.6 V6T | Australia                            | Bahrajn                              |                                      | Rosja                                | Hiszpania                            | Monako                               | Kanada                               | Unia Europejska                      | Austria                              | Wielka Brytania                      | Węgry                                | Niemcy                               | Belgia                               | Włochy                               | Singapur                             | Malezja                              | Japonia                              | Stany Zjednoczone                    | Meksyk                               | Brazylia                             |                                      |                                      |       |                              | 101  | 7    |
| 2016 | Sahara Force India             | Force India VJM09 | Mercedes PU106C Hybrid 1.6 V6T | 13                                   | 16                                   | 11                                   | 9                                    | 7                                    | 3                                    | 10                                   | 3                                    | 17†                                  | 6                                    | 11                                   | 10                                   | 5                                    | 8                                    | 8                                    | 6                                    | 7                                    | 8                                    | 10                                   | 4                                    | 8                                    |                                      |       |                              | 101  | 7    |
| 2017 | Sahara Force India             | Force India VJM10 | Mercedes M08 EQ Power+ 1.6 V6T | Australia                            |                                      | Bahrajn                              | Rosja                                | Hiszpania                            | Monako                               | Kanada                               | Azerbejdżan                          | Austria                              | Wielka Brytania                      | Węgry                                | Belgia                               | Włochy                               | Singapur                             | Malezja                              | Japonia                              | Stany Zjednoczone                    | Meksyk                               | Brazylia                             |                                      |                                      |                                      |       |                              | 100  | 7    |
| 2017 | Sahara Force India             | Force India VJM10 | Mercedes M08 EQ Power+ 1.6 V6T | 7                                    | 9                                    | 7                                    | 6                                    | 4                                    | 13                                   | 5                                    | NU                                   | 7                                    | 9                                    | 8                                    | 17†                                  | 9                                    | 5                                    | 6                                    | 7                                    | 8                                    | 7                                    | 9                                    | 7                                    |                                      |                                      |       |                              | 100  | 7    |
| 2018 | Sahara Force India             | Force India VJM11 | Mercedes M09 EQ Power+ 1.6 V6T | Australia                            | Bahrajn                              |                                      | Azerbejdżan                          | Hiszpania                            | Monako                               | Kanada                               | Francja                              | Austria                              | Wielka Brytania                      | Niemcy                               | Węgry                                | Belgia                               | Włochy                               | Singapur                             | Rosja                                | Japonia                              | Stany Zjednoczone                    | Meksyk                               | Brazylia                             |                                      |                                      |       |                              | 62   | 8    |
| 2018 | Sahara Force India             | Force India VJM11 | Mercedes M09 EQ Power+ 1.6 V6T | 11                                   | 16                                   | 12                                   | 3                                    | 9                                    | 12                                   | 14                                   | NU                                   | 7                                    | 10                                   | 7                                    | 14                                   | –                                    | –                                    | –                                    | –                                    | –                                    | –                                    | –                                    | –                                    | –                                    |                                      |       |                              | 62   | 8    |
| 2018 | Racing Point Force India       | Force India VJM11 | Mercedes M09 EQ Power+ 1.6 V6T | –                                    | –                                    | –                                    | –                                    | –                                    | –                                    | –                                    | –                                    | –                                    | –                                    | –                                    | –                                    | 5                                    | 7                                    | 16                                   | 10                                   | 7                                    | 8                                    | NU                                   | 10                                   | 8                                    |                                      |       |                              | 62   | 8    |
| 2019 | SportPesa Racing Point F1 Team | Racing Point RP19 | BWT Mercedes 1.6 V6T           | Australia                            | Bahrajn                              |                                      | Azerbejdżan                          | Hiszpania                            | Monako                               | Kanada                               | Francja                              | Austria                              | Wielka Brytania                      | Niemcy                               | Węgry                                | Belgia                               | Włochy                               | Singapur                             | Rosja                                | Japonia                              | Meksyk                               | Stany Zjednoczone                    | Brazylia                             |                                      |                                      |       |                              | 52   | 10   |
| 2019 | SportPesa Racing Point F1 Team | Racing Point RP19 | BWT Mercedes 1.6 V6T           | 13                                   | 10                                   | 8                                    | 6                                    | 15                                   | 12                                   | 12                                   | 12                                   | 11                                   | 17                                   | NU                                   | 11                                   | 6                                    | 7                                    | NU                                   | 7                                    | 8                                    | 7                                    | 10                                   | 9                                    | 7                                    |                                      |       |                              | 52   | 10   |
| 2020 | BWT Racing Point F1 Team       | Racing Point RP20 | BWT Mercedes 1.6 V6T           | Austria                              |                                      | Węgry                                | Wielka Brytania                      | Wielka Brytania                      | Hiszpania                            | Belgia                               | Włochy                               | Toskania                             | Rosja                                | Niemcy                               | Portugalia                           | Emilia-Romania                       | Turcja                               | Bahrajn                              | Bahrajn                              |                                      |                                      |                                      |                                      |                                      |                                      |       |                              | 125  | 4    |
| 2020 | BWT Racing Point F1 Team       | Racing Point RP20 | BWT Mercedes 1.6 V6T           | 6                                    | 7                                    | 7                                    | WD                                   | –                                    | 5                                    | 10                                   | 10                                   | 5                                    | 4                                    | 4                                    | 7                                    | 6                                    | 2                                    | 18†                                  | 1                                    | NU                                   |                                      |                                      |                                      |                                      |                                      |       |                              | 125  | 4    |
| 2021 | Red Bull Racing                | Red Bull RB16B    | Honda RA621H                   | Bahrajn                              | Emilia-Romania                       | Portugalia                           | Hiszpania                            | Monako                               | Azerbejdżan                          | Francja                              |                                      | Austria                              | Wielka Brytania                      | Węgry                                | Belgia                               | Holandia                             | Włochy                               | Rosja                                | Turcja                               | Stany Zjednoczone                    | Meksyk                               |                                      | Katar                                | Arabia Saudyjska                     |                                      |       |                              | 190  | 4    |
| 2021 | Red Bull Racing                | Red Bull RB16B    | Honda RA621H                   | 5                                    | 11                                   | 4                                    | 5                                    | 4                                    | 1                                    | 3                                    | 4                                    | 6                                    | 16                                   | NU                                   | 19                                   | 8                                    | 5                                    | 9                                    | 3                                    | 3                                    | 3                                    | 4                                    | 4                                    | NU                                   | 15†                                  |       |                              | 190  | 4    |
| 2022 | Oracle Red Bull Racing         | Red Bull RB18     | Red Bull RBPTH001              | Bahrajn                              | Arabia Saudyjska                     | Australia                            | Emilia-Romania                       | Stany Zjednoczone                    | Hiszpania                            | Monako                               | Azerbejdżan                          | Kanada                               | Wielka Brytania                      | Austria                              | Francja                              | Węgry                                | Belgia                               | Holandia                             | Włochy                               | Singapur                             | Japonia                              | Stany Zjednoczone                    | Meksyk                               |                                      |                                      |       |                              | 305  | 3    |
| 2022 | Oracle Red Bull Racing         | Red Bull RB18     | Red Bull RBPTH001              | 18†                                  | 4                                    | 2                                    | 23                                   | 4                                    | 2                                    | 1                                    | 2                                    | NU                                   | 2                                    | NU5                                  | 4                                    | 5                                    | 2                                    | 5                                    | 6                                    | 1                                    | 2                                    | 4                                    | 3                                    | 75                                   | 3                                    |       |                              | 305  | 3    |
| 2023 | Oracle Red Bull Racing         | Red Bull RB19     | Red Bull-Honda RBPTH001        | Bahrajn                              | Arabia Saudyjska                     | Australia                            | Azerbejdżan                          | Stany Zjednoczone                    | Monako                               | Hiszpania                            | Kanada                               | Austria                              | Wielka Brytania                      | Węgry                                | Belgia                               | Holandia                             | Włochy                               | Singapur                             | Japonia                              | Katar                                | Stany Zjednoczone                    | Meksyk                               |                                      | Stany Zjednoczone                    |                                      |       |                              | 258  | 2    |
| 2023 | Oracle Red Bull Racing         | Red Bull RB19     | Red Bull-Honda RBPTH001        | 2                                    | 1                                    | 5                                    | 1                                    | 2                                    | 16                                   | 4                                    | 6                                    | 3                                    | 6                                    | 3                                    | 2                                    | 4                                    | 2                                    | 8                                    | NU                                   | 10                                   | 4                                    | NU                                   | 43                                   | 3                                    | 4                                    |       |                              | 258  | 2    |
| 2024 | Oracle Red Bull Racing         | Red Bull RB20     | Red Bull RBPTH002 1.6 V6T      | Bahrajn                              | Arabia Saudyjska                     | Australia                            | Japonia                              |                                      | Stany Zjednoczone                    | Włochy                               | Monako                               | Kanada                               | Hiszpania                            | Austria                              | Wielka Brytania                      | Węgry                                | Belgia                               | Holandia                             | Włochy                               | Azerbejdżan                          | Singapur                             | Stany Zjednoczone                    | Meksyk                               | Brazylia                             | Stany Zjednoczone                    | Katar | Zjednoczone Emiraty Arabskie | 152  | 8    |
| 2024 | Oracle Red Bull Racing         | Red Bull RB20     | Red Bull RBPTH002 1.6 V6T      | 2                                    | 2                                    | 5                                    | 2                                    | 3                                    | 43                                   | 8                                    | NU                                   | NU                                   | 8                                    | 78                                   | 17                                   | 7                                    | 7                                    | 6                                    | 8                                    | 17†                                  | 10                                   | 7                                    | 17                                   | 118                                  | 10                                   | NU    | NU                           | 152  | 8    |

### Podsumowanie
| Sezon   | Seria                                | Zespół                           | Wyścigi | P1 | PP | NO | Podium | Punkty | Pozycja |
| ------- | ------------------------------------ | -------------------------------- | ------- | -- | -- | -- | ------ | ------ | ------- |
| 2004    | Narodowe Mistrzostwa Skip Barber     | Telmex Racing                    | 14      | 0  | 0  | –  | –      | 77     | 11      |
| 2005    | Niemiecka Formuła BMW                | Team Rosberg                     | 19      | 0  | 0  | 0  | 1      | 37     | 14      |
| 2006    | Niemiecka Formuła BMW                | ADAC Berlin-Brandenburg          | 18      | 0  | 0  | 0  | 2      | 112    | 6       |
| 2006–07 | A1 Grand Prix                        | A1 Team Mexico                   | 2       | 0  | 0  | 0  | 0      | 35†    | 10†     |
| 2007    | Brytyjska Formuła 3 (klasa narodowa) | T-Sport                          | 21      | 14 | 14 | 0  | 19     | 376    | 1       |
| 2008    | Brytyjska Formuła 3                  | T-Sport                          | 22      | 4  | 0  | 1  | 7      | 195    | 4       |
| 2008–09 | Azjatycka seria GP2                  | Campos Grand Prix                | 11      | 2  | 0  | 1  | 3      | 26     | 7       |
| 2009    | Seria GP2                            | Arden International              | 20      | 0  | 0  | 1  | 2      | 22     | 12      |
| 2009–10 | Azjatycka seria GP2                  | Barwa Addax Team                 | 4       | 0  | 0  | 0  | 0      | 5      | 15      |
| 2010    | Seria GP2                            | Barwa Addax Team                 | 20      | 5  | 1  | 5  | 7      | 71     | 2       |
| 2011    | Formuła 1                            | Sauber F1 Team                   | 18      | 0  | 0  | 0  | 0      | 14     | 16      |
| 2012    | Formuła 1                            | Sauber F1 Team                   | 20      | 0  | 0  | 1  | 3      | 66     | 10      |
| 2013    | Formuła 1                            | Vodafone McLaren Mercedes        | 19      | 0  | 0  | 1  | 0      | 49     | 11      |
| 2014    | Formuła 1                            | Sahara Force India F1 Team       | 19      | 0  | 0  | 1  | 1      | 59     | 10      |
| 2015    | Formuła 1                            | Sahara Force India F1 Team       | 19      | 0  | 0  | 0  | 1      | 78     | 9       |
| 2016    | Formuła 1                            | Sahara Force India F1 Team       | 21      | 0  | 0  | 0  | 2      | 101    | 7       |
| 2017    | Formuła 1                            | Sahara Force India F1 Team       | 20      | 0  | 0  | 1  | 0      | 100    | 7       |
| 2018    | Formuła 1                            | Sahara Force India F1 Team       | 12      | 0  | 0  | 0  | 1      | 62     | 8       |
| 2018    | Formuła 1                            | Racing Point Force India F1 Team | 9       | 0  | 0  | 0  | 0      | 62     | 8       |
| 2019    | Formuła 1                            | SportPesa Racing Point F1 Team   | 21      | 0  | 0  | 0  | 0      | 52     | 10      |
| 2020    | Formuła 1                            | BWT Racing Point F1 Team         | 17      | 1  | 0  | 0  | 2      | 125    | 4       |
| 2021    | Formuła 1                            | Red Bull Racing                  | 22      | 1  | 0  | 2  | 5      | 190    | 4       |
| 2022    | Formuła 1                            | Oracle Red Bull Racing           | 22      | 2  | 1  | 3  | 11     | 305    | 3       |
| 2023    | Formuła 1                            | Oracle Red Bull Racing           | 20      | 2  | 2  | 2  | 8      | 258    | 2       |
| 2024    | Formuła 1                            | Oracle Red Bull Racing           | 17      | 0  | 0  | 0  | 4      | 143*   | 8*      |

## Rekordy
| Rekord                             | Liczba          |
| ---------------------------------- | --------------- |
| Rekord okrążenia Circuit de Monaco | 1:14.820 (2017) |